# 细嘴鹪鹩属
细嘴鹪鹩属（学名：Hylorchilus）是鹪鹩科下的一个属。

## 下属物种
本属包括以下物种：
- 内氏鹪鹩 Hylorchilus navai Crossin & Ely, 1973
- 细嘴鹪鹩 Hylorchilus sumichrasti (Lawrence, 1871)